# 当西
当西（法語：Dancy，法語發音：[dɑ̃si]）是法国厄尔-卢瓦省的一个市镇，位于该省南部，属于沙托丹区。

## 地理
当西（48°9'0"N, 1°27'46"E）面积9.9 平方千米，位于法国中央-卢瓦尔河谷大区厄尔-卢瓦省，该省份为法国北部内陆省份，北起顺时针与厄尔省、伊夫林省、埃松省、卢瓦雷省、卢瓦-谢尔省、萨尔特省和奧恩省接壤。
与当西接壤的市镇（或旧市镇、城区）包括：维利耶圣奥里安、科尼-莫利塔尔、卢瓦河畔圣莫尔。

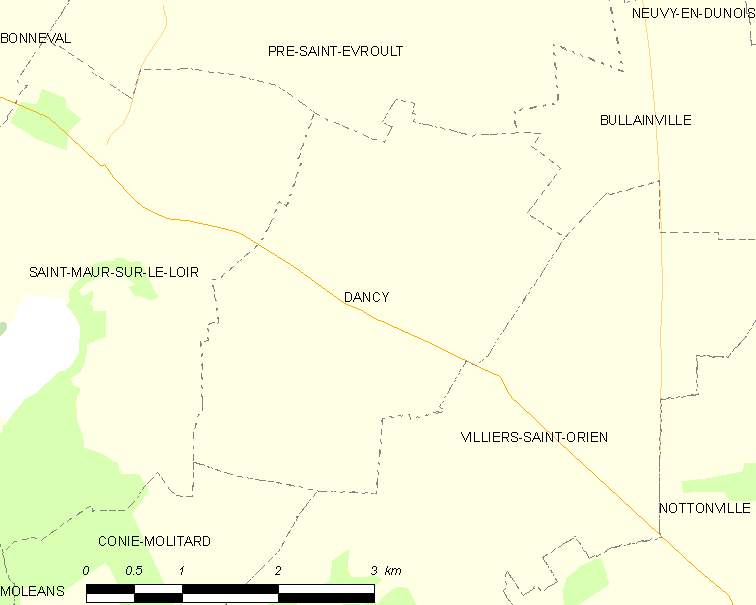
当西的OSM定位图

当西的时区为UTC+01:00、UTC+02:00（夏令时）。

## 行政
当西的邮政编码为28800，INSEE市镇编码为28126。

## 政治
当西所属的省级选区为沙托丹县。

## 人口

1962-2008年间当西人口变化图示

当西于2022年1月1日时的人口数量为204人。